# گری بنت (بازیکن فوتبال، زاده ۱۹۷۰)
گری بنت (انگلیسی: Gary Bennett؛ زادهٔ ۱۳ نوامبر ۱۹۷۰) بازیکن فوتبال اهل بریتانیا است.
از باشگاه‌هایی که در آن بازی کرده‌است می‌توان به باشگاه فوتبال ایپسوییچ واندررز، باشگاه فوتبال کولچستر یونایتد، باشگاه فوتبال ووکینگ، باشگاه فوتبال سادبوری، باشگاه فوتبال ویتام تاون، باشگاه فوتبال براینتری تاون، باشگاه فوتبال چلمزفورد سیتی، باشگاه فوتبال داگنم و ردبریج، و باشگاه فوتبال برنتفورد اشاره کرد.